# Vòng loại Giải vô địch bóng đá thế giới 2022 – Khu vực châu Á (Vòng 1)
Vòng 1 khu vực châu Á của vòng loại giải vô địch bóng đá thế giới 2022, cũng đóng vai trò là vòng 1 của vòng loại Cúp bóng đá châu Á 2023, đã diễn ra từ ngày 6 đến ngày 11 tháng 6 năm 2019.

## Thể thức
Tổng cộng 12 đội tuyển (các đội tuyển được xếp hạng 35–46 trong bảng xếp hạng FIFA khu vực châu Á) thi đấu hai lượt trên sân nhà và sân khách. Sáu đội thắng vòng 1 giành quyền vào vòng 2, sáu đội thua tham gia Cúp bóng đá đoàn kết châu Á 2020. Tuy nhiên, giải đấu đó đã bị AFC hủy bỏ.

## Hạt giống
Lễ bốc thăm vòng 1 đã được tổ chức vào ngày 17 tháng 4 năm 2019 lúc 11:00 MST (UTC+8) tại tòa nhà AFC ở Kuala Lumpur, Malaysia.
Hạt giống được phân dựa trên bảng xếp hạng thế giới FIFA tháng 4 năm 2019 (hiển thị trong dấu ngoặc đơn ở bên dưới). Các đội tuyển thuộc Nhóm A tổ chức trận lượt đi.
Lưu ý: Các đội tuyển chữ đậm là đội vượt qua vòng 1 để vào vòng 2.
| Nhóm A                                                                                             | Nhóm B |
| -------------------------------------------------------------------------------------------------- | --- |
| 1. Malaysia (168) 2. Campuchia (173) 3. Ma Cao (183) 4. Lào (184) 5. Bhutan (186) 6. Mông Cổ (187) | 1. Bangladesh (188) 2. Guam (193) 3. Brunei (194) 4. Đông Timor (195) 5. Pakistan (200) 6. Sri Lanka (202) |

## Tóm tắt
Lượt đi đã thi đấu vào ngày 6–7 tháng 6 và lượt về vào ngày 11 tháng 6 năm 2019.
| Đội 1     | TTS  | Đội 2      | Lượt đi | Lượt về    |
| --------- | ---- | ---------- | ------- | ---------- |
| Mông Cổ   | 3–2  | Brunei     | 2–0     | 1–2        |
| Ma Cao    | 1–3  | Sri Lanka  | 1–0     | 0–3 (awd.) |
| Lào       | 0–1  | Bangladesh | 0–1     | 0–0        |
| Malaysia  | 12–2 | Đông Timor | 7–1     | 5–1        |
| Campuchia | 4–1  | Pakistan   | 2–0     | 2–1        |
| Bhutan    | 1–5  | Guam       | 1–0     | 0–5        |

## Các trận đấu
| Mông Cổ                        | 2–0            | Brunei |
| ------------------------------ | -------------- | ------ |
| - Tsedenbal 9' - Naranbold 69' | Chi tiết (AFC) |        |

| Brunei            | 2–1            | Mông Cổ                 |
| ----------------- | -------------- | ----------------------- |
| - Razimie 4', 34' | Chi tiết (AFC) | - Tsedenbal 47' (ph.đ.) |

Mông Cổ đã thắng với tổng tỷ số 3–2 và giành quyền vào vòng 2.
| Ma Cao       | 1–0            | Sri Lanka |
| ------------ | -------------- | --------- |
| - Duarte 52' | Chi tiết (AFC) |           |

| Sri Lanka | 3–0 Xử thắng   | Ma Cao |
| --------- | -------------- | ------ |
|           | Chi tiết (AFC) |        |

Sri Lanka đã thắng với tổng tỷ số 3–1 và giành quyền vào vòng 2.
| Lào | 0–1            | Bangladesh      |
| --- | -------------- | --------------- |
|     | Chi tiết (AFC) | - Ro. Hasan 71' |

| Bangladesh | 0–0            | Lào |
| ---------- | -------------- | --- |
|            | Chi tiết (AFC) |     |

Bangladesh đã thắng với tổng tỷ số 1–0 và giành quyền vào vòng 2.
| Malaysia                                                                                    | 7–1            | Đông Timor       |
| ------------------------------------------------------------------------------------------- | -------------- | ---------------- |
| - Corbin-Ong 12' - Shahrel 23' - Norshahrul 43' - Safawi 45+1', 59' - Faiz 78' - Akhyar 89' | Chi tiết (AFC) | - João Pedro 52' |

| Đông Timor | 1–5            | Malaysia                                           |
| ---------- | -------------- | -------------------------------------------------- |
| - Gama 72' | Chi tiết (AFC) | - Shahrel 10', 17', 64' - Sumareh 37' - Akhyar 55' |

Malaysia đã thắng với tổng tỷ số 12–2 và giành quyền vào vòng 2.
| Campuchia                       | 2–0            | Pakistan |
| ------------------------------- | -------------- | -------- |
| - Chanthea 81' - Sokumpheak 84' | Chi tiết (AFC) |          |

| Pakistan             | 1–2            | Campuchia                  |
| -------------------- | -------------- | -------------------------- |
| - Bashir 18' (ph.đ.) | Chi tiết (AFC) | - Rosib 64' - Bunheing 89' |

Campuchia đã thắng với tổng tỷ số 4–1 và giành quyền vào vòng 2.
| Bhutan          | 1–0            | Guam |
| --------------- | -------------- | ---- |
| - Ts. Dorji 35' | Chi tiết (AFC) |      |

| Guam                                                    | 5–0            | Bhutan |
| ------------------------------------------------------- | -------------- | ------ |
| - Lagutang 23' - Cunliffe 27', 82', 90+4' - Malcolm 51' | Chi tiết (AFC) |        |

Guam đã thắng với tổng tỷ số 5–1 và giành quyền vào vòng 2.

## Cầu thủ ghi bàn
Đã có 32 bàn thắng ghi được trong 11 trận đấu, trung bình 2.91 bàn thắng mỗi trận đấu.
4 bàn
- Shahrel Fikri

3 bàn
- Jason Cunliffe

2 bàn
- Razimie Ramlli
- Akhyar Rashid
- Safawi Rasid
- Norjmoogiin Tsedenbal

1 bàn
- Robiul Hasan
- Tshering Dorji
- Kouch Sokumpheak
- Reung Bunheing
- Sath Rosib
- Sieng Chanthea
- Isiah Lagutang
- Shane Malcolm
- Filipe Duarte
- La'Vere Corbin-Ong
- Faiz Nasir
- Norshahrul Idlan
- Mohamadou Sumareh
- Nyam-Osor Naranbold
- Hassan Bashir
- Rufino Gama
- João Pedro